# Tietkensia corrickiae
 Tietkensia corrickiae  P.S.Short, 1990 è una specie di pianta angiosperma dicotiledone della famiglia delle Asteraceae (sottofamiglia Asteroideae, tribù Gnaphalieae e sottotribù Gnaphaliinae).  Tietkensia corrickiae è anche l'unica specie del genere  Tietkensia   P.S.Short, 1990.

## Etimologia
Il nome generico (Tietkensia) commemora l'esploratore australiano William Henry Tietkens (1844 - 1933). L'epiteto specifico (corrickiae) onora Mrs Margaret Corrick collezionista botanica.
Il nome scientifico della specie è stato definito dal botanico Philip Sydney Short (1955-) nella pubblicazione " Muelleria; an Australian Journal of Botany. Melbourne" (Muelleria 7(2): 249) del 1990. Il nome scientifico del genere è stato definito nella stessa pubblicazione.

## Descrizione
Portamento. La specie di questa voce ha un habitus di tipo erbaceo annuale rosulato. I cauli di queste piante sono provvisti del floema, ma non di canali resiniferi; mentre i sesquiterpeni lattoni sono normalmente assenti (piante senza lattice).
Fusto. La parte aerea in genere è eretta, semplice o ramosa.
Foglie. Le foglie (da 10 a 30) sono basali e disposte in modo alternato e sono quasi sempre sessili. La lamina è intera e piatta con forme più o meno spatolate; i margini sono continui a volte revoluti. La superficie è tomentosa o lanosa su entrambe le superfici.
Infiorescenza. Le sinflorescenze sono composte da 5 - 50 capolini raccolti in formazioni tipo gomeruli sottese da alcune foglie. Le infiorescenze vere e proprie sono formate da un capolino terminale di tipo disciforme. I capolini sono formati da un involucro, con forme da cilindriche a campanulate, composto da 6 - 8 brattee, al cui interno un ricettacolo fa da base ai fiori. Le brattee, glabre o pelose a consistenza cartacea e colorate di grigio-bruno, sono disposte in modo più o meno embricato su una serie e possono essere connate alla base (strati di stereoma indiviso);  talora possono avere un margine ialino. Il ricettacolo è provvisto di pagliette a protezione della base dei fiori; la forma è piatta.
Fiori.  I fiori (da 30 a 100 per capolino) sono tetra-ciclici (formati cioè da 4 verticilli: calice – corolla – androceo – gineceo) e pentameri (calice e corolla formati da 5 elementi). Sono inoltre tubulosi, attinomorfi e si distinguono in:
- fiori del disco esterni: sono femminili e filiformi;
- fiori del disco centrali: sono ermafroditi; la forma è tubulare;

In questo gruppo di piante i fiori radiati (ligulati o del raggio) sono assenti; a volte sono confusi con i fiori femminili (tubulosi) del disco esterno più o meno sub-zigomorfi con un lembo piatto e possono essere interpretati come fiori del raggio.
- Formula fiorale:

*/x K {\displaystyle \infty }, [C (5), A (5)], G 2 (infero), achenio
- Calice: i sepali del calice sono ridotti ad una coroncina di squame.
- Corolla: la forma della corolla normalmente è tubolare con 5 lobi (raramente 4); i lobi hanno una forma deltata o più o meno lanceolata. I colori della corolla sono giallo e purpureo.
- Androceo: l'androceo è formato da 5 stami sorretti da filamenti generalmente liberi; gli stami sono connati e formano un manicotto circondante lo stilo; le teche (produttrici del polline) sono prive di sperone, ma hanno la coda (una sola); le appendici apicali delle antere hanno delle forme da ovate a lineari e piatte; il tessuto endoteciale (rivestimento interno dell'antera) è quasi sempre polarizzato (con due superfici distinte: una verso l'esterno e una verso l'interno). Il polline è di tipo echinato (con punte sporgenti) a forma sferica è formato inoltre da due strati di ectesine, mentre lo strato basale è spesso e regolarmente perforato (tipo “gnafaloide”).[7]
- Gineceo: l'ovario è infero uniloculare formato da 2 carpelli. Lo stilo (il recettore del polline) è intero o biforcato con due stigmi nella parte apicale. Gli stigmi hanno una forma variabile troncata; possono essere ricoperti da minute papille o avere dei penicilli apicali. Le superfici stigmatiche sono separate.[7]

Frutti. I frutti sono degli acheni senza pappo. Gli acheni sono piccoli a forma variabile obovoidale; la superficie può essere ricoperta da minuti peli; il pericarpo può essere percorso longitudinalmente da alcuni fasci vascolari.

## Biologia
Impollinazione: l'impollinazione avviene tramite insetti (impollinazione entomogama tramite farfalle diurne e notturne).

Riproduzione: la fecondazione avviene fondamentalmente tramite l'impollinazione dei fiori (vedi sopra).

Dispersione: i semi (gli acheni) cadendo a terra sono successivamente dispersi soprattutto da insetti tipo formiche (disseminazione mirmecoria). In questo tipo di piante avviene anche un altro tipo di dispersione: zoocoria. Infatti gli uncini delle brattee dell'involucro (se presenti) si agganciano ai peli degli animali di passaggio disperdendo così anche su lunghe distanze i semi della pianta. Inoltre per merito del pappo il vento può trasportare i semi anche a distanza di alcuni chilometri (disseminazione anemocora).

## Distribuzione e habitat
La specie di questa voce è distribuita in Australia.

## Tassonomia
La famiglia di appartenenza di questa voce (Asteraceae o Compositae, nomen conservandum) probabilmente originaria del Sud America, è la più numerosa del mondo vegetale, comprende oltre 23.000 specie distribuite su 1.535 generi, oppure 22.750 specie e 1.530 generi secondo altre fonti (una delle checklist più aggiornata elenca fino a 1.679 generi). La famiglia attualmente (2021) è divisa in 16 sottofamiglie; la sottofamiglia Asteroideae è una di queste e rappresenta l'evoluzione più recente di tutta la famiglia.

### Filogenesi
Il genere della specie di questa voce è descritto nella tribù Gnaphalieae, una delle 21 tribù della sottofamiglia Asteroideae. Da un punto di vista filogenetico, la tribù Gnaphalieae fa parte del supergruppo (o sottofamiglia) "Asteroideae grade"; l'altro è il supergruppo "Non-Asteroideae" contenente il resto delle sottofamiglie delle Asteraceae. All'interno del supergruppo è vicina alle tribù Senecioneae, Calenduleae, Astereae e Anthemideae.
La sottotribù Gnaphaliinae è caratterizzata da portamenti di vario tipo con specie ginomonoiche e monoiche, da foglie con margini interi, da capolini disciformi omogami o eterogami e raramente radiati (o subradiati), dallo stilo con rami troncati e superfici stigmatiche separate apicalmente, da acheni glabri o con tricomi allungati e pappo ridotto.
Il genere  Tietkensia appartiene al gruppo Australasian clade, un gruppo informale monofiletico della sottotribù Gnaphaliinae diviso in quattro sottocladi: Angianthus (specie effimere dell'Australia occidentale), Waitzia (specie perenni dell'Australia orientale), Cassinia (specie con portamento arbustivo) e Euchiton (specie perenni simili a piante lanose e alpine). Il genere di questa voce è posizionato nel subclade "Angianthus" che, da un punto di vista filogenetico, rappresenta il "core " del gruppo (l'ultimo che si è evoluto). La specie  Tietkensia corrickiae tuttavia è presente anche in altre analisi filogenetiche di altri subcladi per cui la sua posizione tassonomica è ancora da definire..
I caratteri distintivi della specie  Tietkensia corrickiae sono:
- i capolini formano delle strutture tipo spighe o glomeruli;
- il ricettacolo è provvisto di pagliette;
- gli acheni dei fiori centrali hanno delle forme obovoidali;
- non è presente il pappo.